# 聖克魯斯縣 (哥斯達黎加)

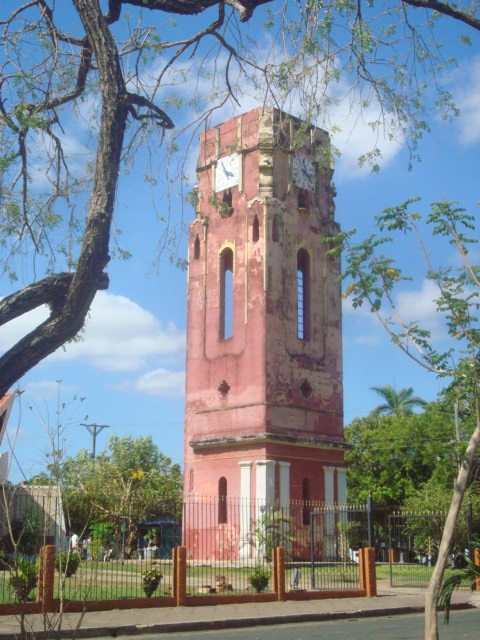

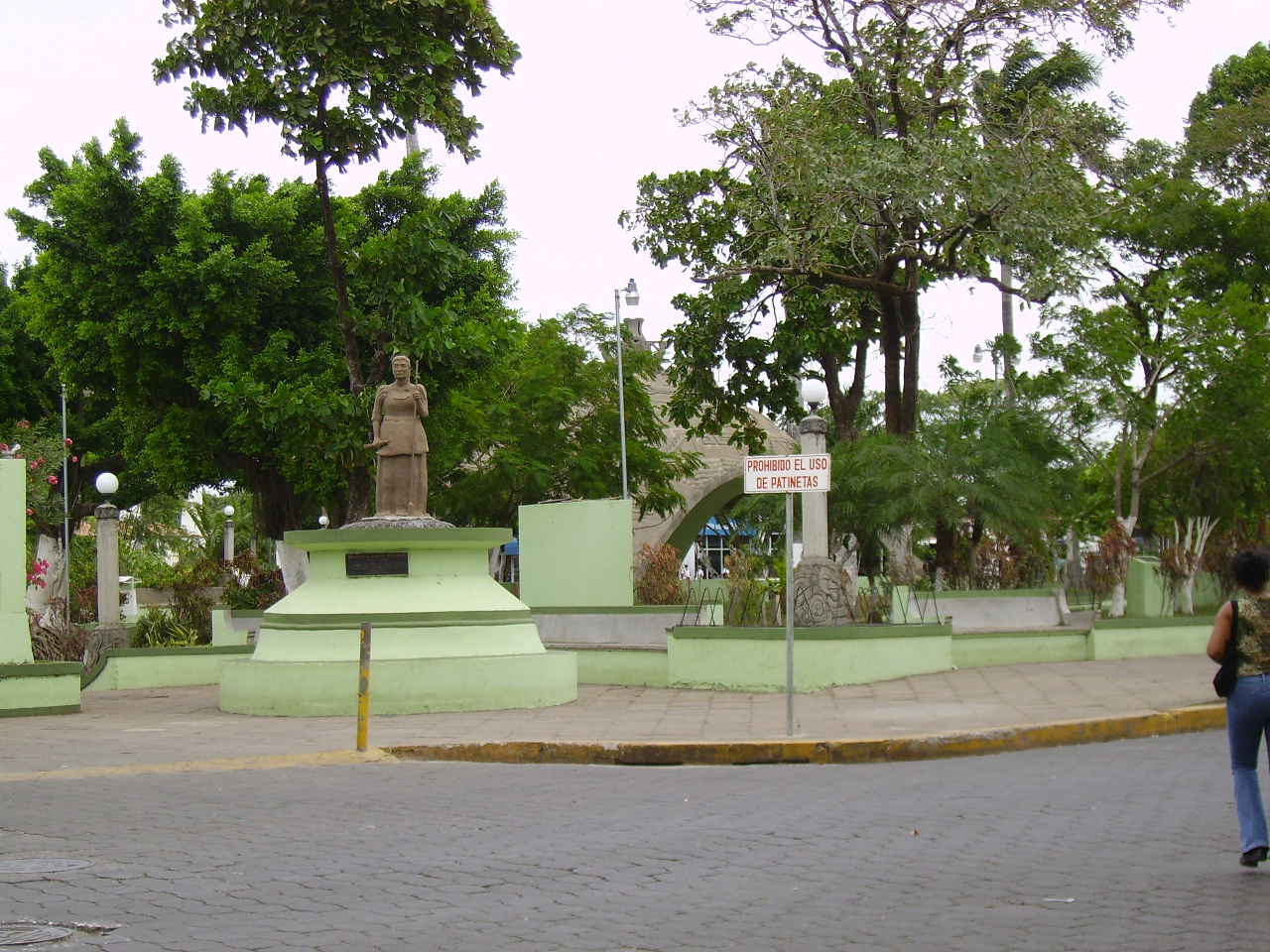

10°15′6″N 85°41′7″W / 10.25167°N 85.68528°W
聖克魯斯縣（西班牙語：Cantón de Santa Cruz），是哥斯達黎加的縣份，位於該國西北部，由瓜納卡斯特省負責管轄，首府設於聖克魯斯，始建於1848年12月7日，面積1,312.27平方公里，海拔高度3米，2011年人口55,104人，人口密度每平方公里41.99人。